# Isaac Cruikshank

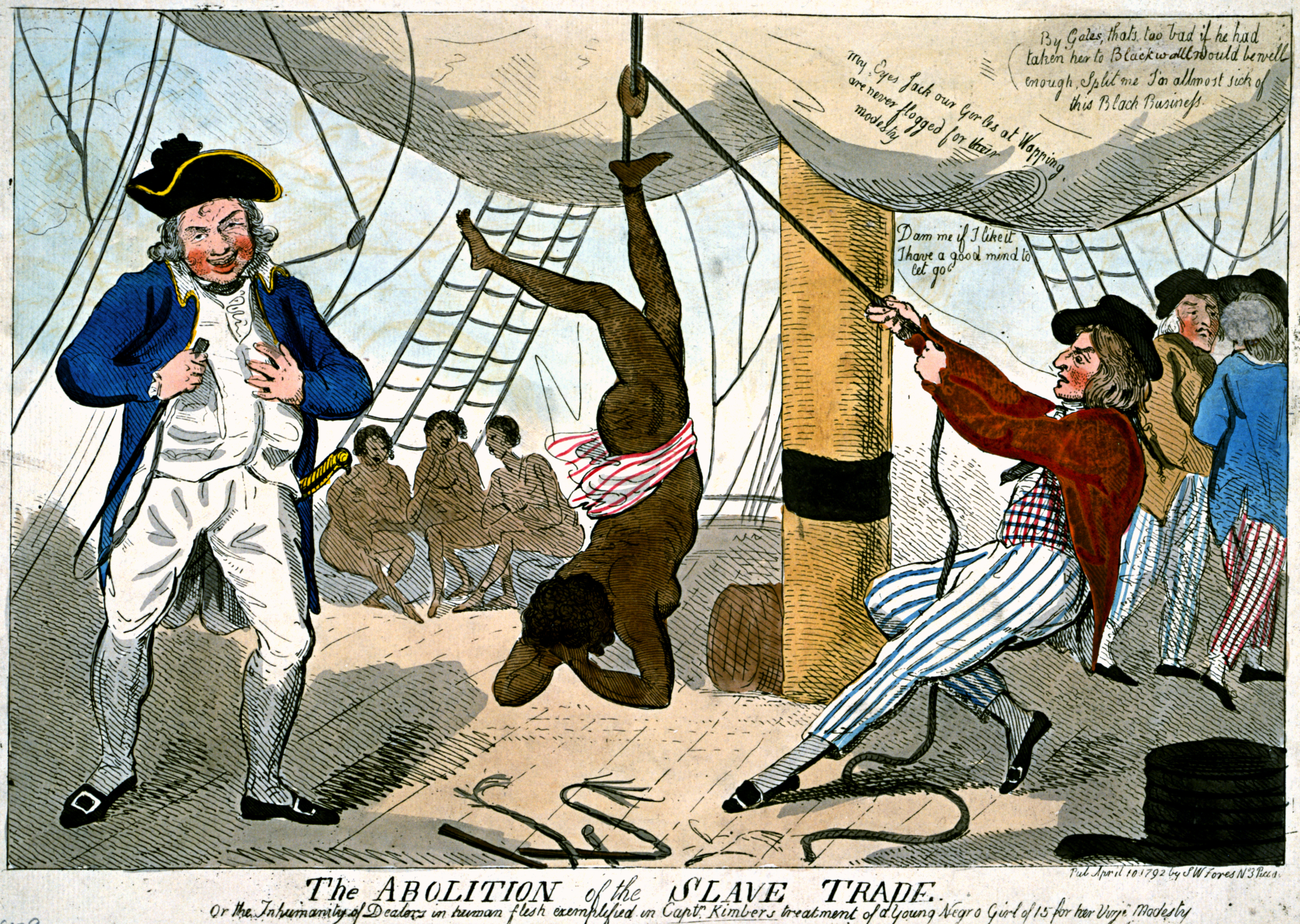
Abolition of the Slave Trade, grabado de 1792

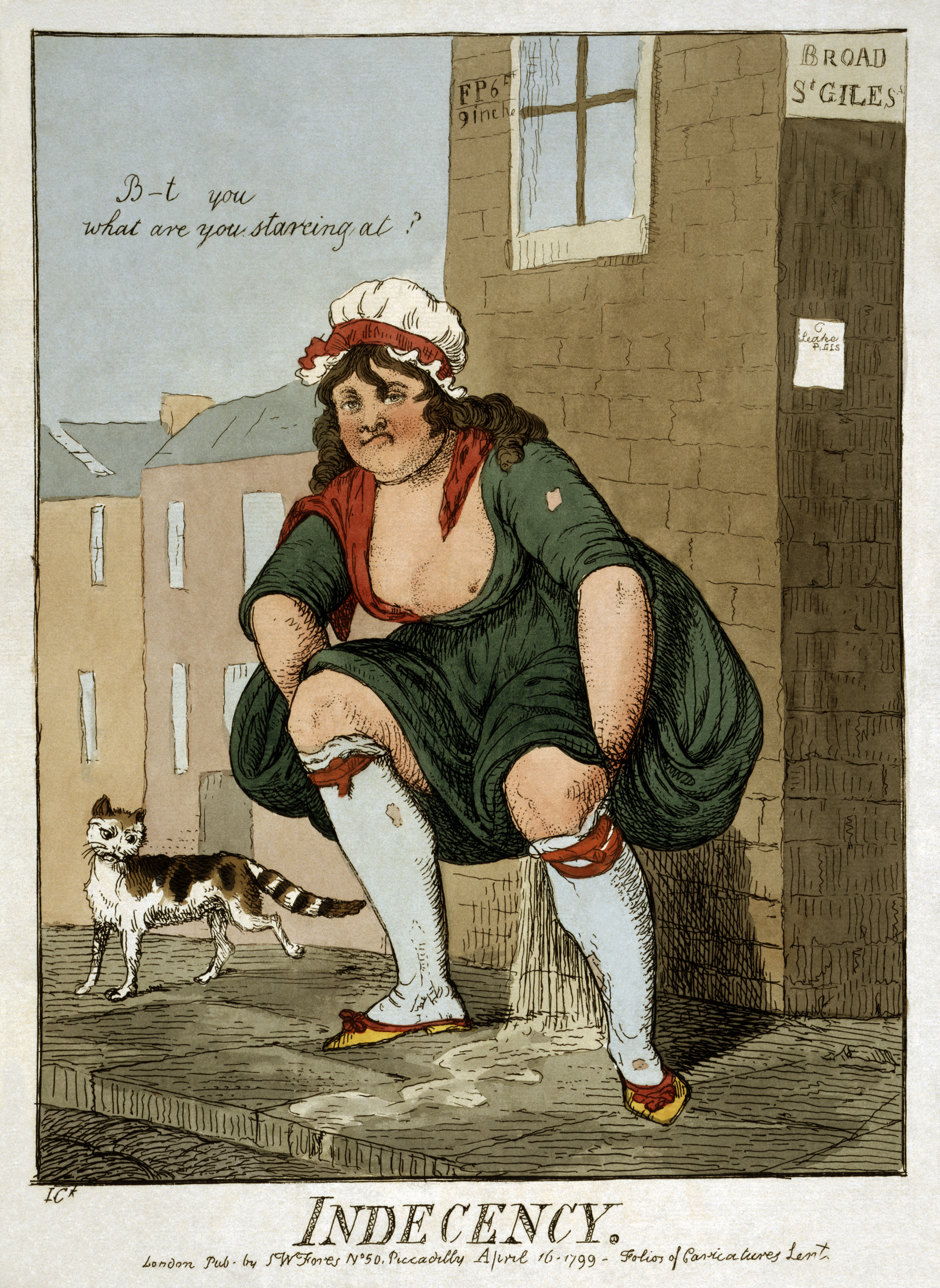
Indecency, grabado de 1799

Isaac Cruikshank (Edimburgo, 1764-1811) fue un pintor, grabador, ilustrador y caricaturista escocés conocido sobre todo por su sátira social y política. Entre sus obras más conocidas se encuentra el grabado que representa la tortura y posterior muerte de una esclava de 15 años en 1792. Cinco años después, en 1797, Cruikshank publicó las primeras caricaturas de Napoleón vistas en Inglaterra, un tema recurrente a lo largo de los próximos años.
Aunque no tan conocido como lo sería su hijo menor, George (1792-1878), Cruikshank fue contemporáneo de James Gillray y Thomas Rowlandson, y juntos formaron parte de lo que se conoce como la «edad dorada» (1780-1830) de la caricatura británica.

## Biografía
Después de trasladarse a Londres, en 1788 se casó y entre 1789 y 1792, tres de sus cuadros fueron aceptados para exposiciones en la Royal Academy.
Además de George, su otro hijo, Isaac Robert Cruikshank (1789-1856), también fue artista y, entre 1806 y 1811, los tres colaboraron en un gran número de grabados, hasta tal punto que no se ha podido concretar la autoría de muchos de ellos, aunque George fue él que más estrechamente trabajó con su padre.
Entre otros grabados e ilustraciones para obras más serias, a partir de 1800, George Shaw le encargó a Isaac Cruikshank ilustrar los primeros volúmenes de su obra General Zoology, or Systematic Natural History (1809-1826).

## Referencias

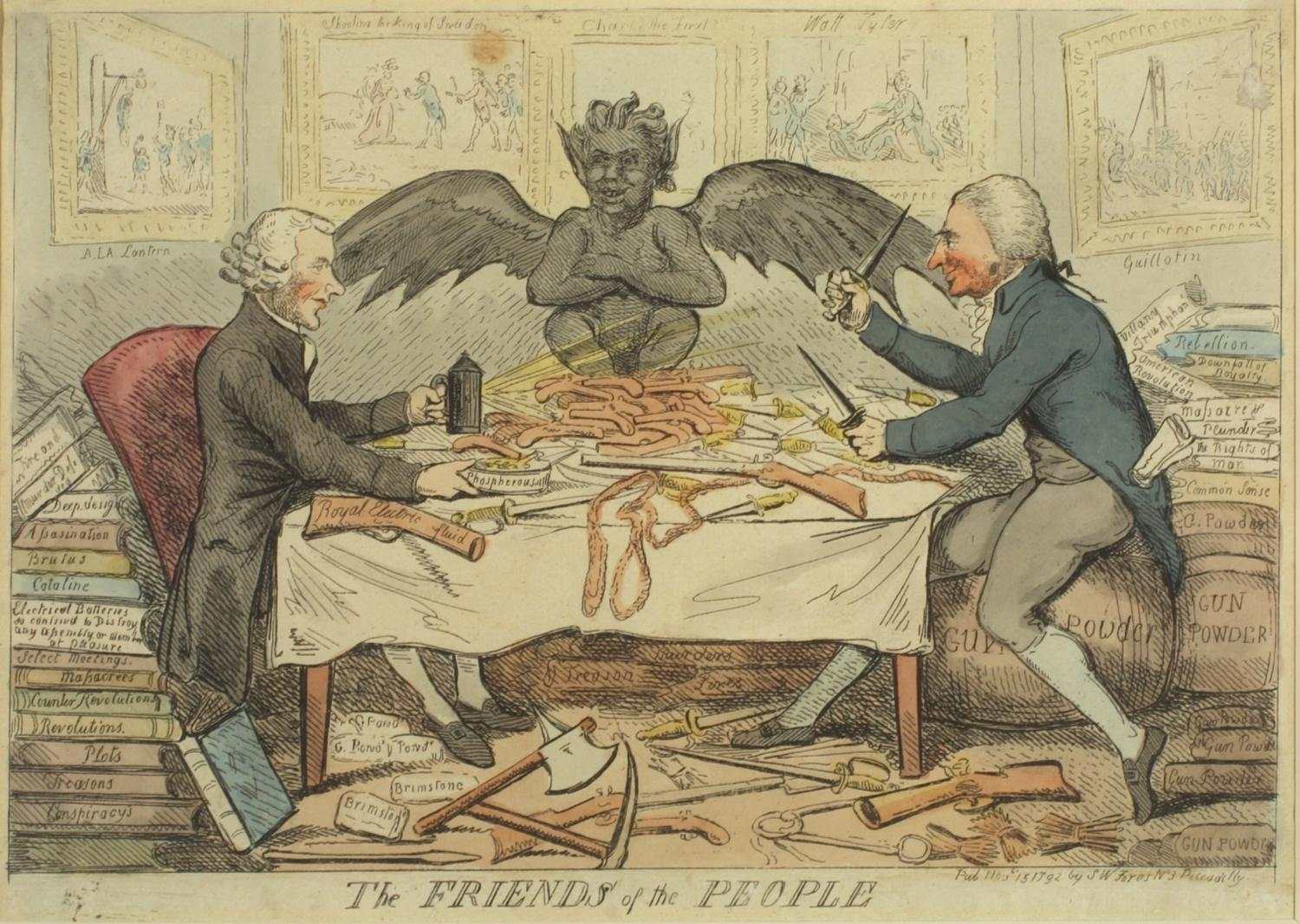
The Friends of the People (Amigos del pueblo) (1792), caricatura de Joseph Priestley y Thomas Paine. (Museo de la Chemical Heritage Foundation).
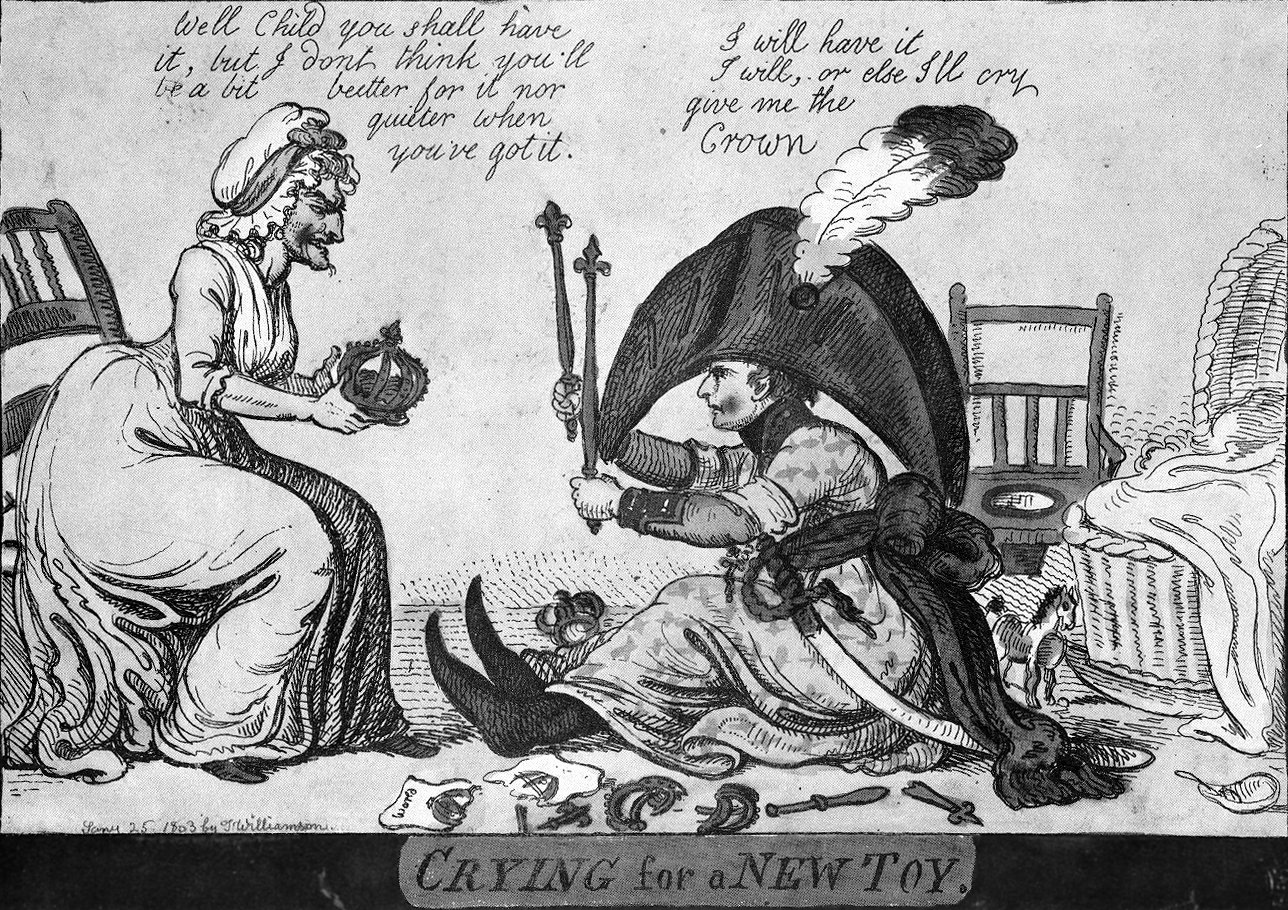
"Crying for a New Toy", caricatura de Napoleon (1803)